# 1885 dans le catholicisme
Chronologie du catholicisme
- 1881
- 1882
- 1883
- 1884
- 1885
- 1886
- 1887
- 1888
- 1889

Cet article présente les faits marquants de l'année 1885 dans le catholicisme.

## Évènements
- 27 juillet : Création de 6 cardinaux par Léon XIII
- 1er août : À la Basilique du Sacré-Cœur de Paris, début de l'adoration eucharistique continue, jamais interrompue depuis lors.
- 9 au 13 septembre : Congrès eucharistique international à Fribourg.
- 1er novembre : Encyclique Immortale Dei de Léon XIII sur la Constitution chrétienne des États
- 27 novembre : Encyclique Spectata Fides de Léon XIII sur l'éducation chrétienne
- 22 décembre : Encyclique Quod Auctoritate de Léon XIII proclamant un jubilé extraordinaire

## Naissances
- 13 janvier : Bienheureux Joseph Medes Ferris, agriculteur, militant de l'Action catholique et martyr espagnol († 12 novembre 1936)
- 19 janvier : Léonce Celier, archiviste et historien français, spécialiste d'histoire religieuse († 25 décembre 1963)
- 26 janvier : François-Xavier Lacoursière, prélat et missionnaire canadien, évêque de Mbarara († 15 mars 1970)
- 30 janvier : Bienheureux Iuliu Hossu, cardinal roumain, évêque de Gherla des Roumains, martyr du communisme († 28 mai 1970)
- 2 février : Alexander Heinrich Alef, prêtre allemand, opposant au nazisme mort à Dachau († 16 février 1945)
- 17 mars : Théomir Devaux, prêtre et résistant français († 28 janvier 1967)
- 19 mars : Josaphat Jean, prêtre canadien, figure de l’Église gréco-catholique ukrainienne († 8 juin 1972)
- 4 avril : Pierre Harmignie, prêtre et résistant belge assassiné († 18 août 1944)
- 6 avril : Amable Chassaigne, prélat français, évêque de Tulle puis évêque titulaire d'Aquæ Albæ-en-Byzacène (de) († 8 avril 1962)
- 10 avril : Anton Gebert, prêtre sudète, opposant au nazisme, mort à Dachau († 17 mai 1942)
- 11 mai : Korbinian Aigner, prêtre allemand opposant au nazisme († 5 octobre 1966)
- 22 mai : Alphonse Verwimp, prélat et missionnaire belge, premier évêque de Kisantu († 10 octobre 1964)
- 22 juin : Roger Galmiche, prêtre et historien français († 19 octobre 1933)
- 28 juin : Karl Christian Weber, prélat et missionnaire allemand, premier évêque de Yizhou († 15 novembre 1970)
- 1er juillet : Giovanni Minzoni, prêtre antifasciste italien, assassiné par des fascistes († 23 août 1923)
- 11 juillet : Louis Parisot, prélat et missionnaire français, archevêque de Cotonou († 21 avril 1960)
- 12 juillet : Paul-Ernest-Anastase Forget, prélat canadien, premier évêque de Saint-Jean-de-Québec († 3 février 1955)
- 31 juillet : Robert Vallery-Radot, journaliste et homme de lettres français, devenu religieux cistercien une fois veuf († 23 février 1970)
- 16 août : Alexandre Vachon, prélat canadien, archevêque d'Ottawa († 30 mars 1953)
- 4 septembre : 
  - Antonio Bacci, cardinal italien de la Curie, archevêque titulaire de Colonia-en-Cappadoce (de) († 20 janvier 1971)
  - Bienheureux Vinçens Prennushi, prélat franciscain albanais, archevêque de Durrës, martyr du communisme († 20 mars 1949)
- 10 septembre : Johannes de Jong, cardinal néerlandais, archevêque d'Utrecht († 8 septembre 1955)
- 19 septembre : Paul Guillaume, prêtre français, historien de l'Orléanais († 6 octobre 1968)
- 23 septembre : Louis-Gabriel-Xavier Jantzen, prélat et missionnaire français, premier archevêque de Congqing († 28 août 1963)
- 25 septembre : Joseph Lavarenne, prêtre français, impliqué dans le catholicisme social († 14 novembre 1949)
- 10 octobre : Edmund A. Walsh, prêtre jésuite, écrivain et géopolitologue américain († 31 octobre 1956)
- 13 octobre : Sergueï Soloviev, prêtre et poète russe († 2 mars 1942)
- 5 novembre : Ingbert Naab, prêtre capucin allemand, opposant au nazisme († 28 mars 1935)
- 18 novembre : Joseph Kentenich, prêtre et fondateur allemand, opposant au nazisme († 15 septembre 1968)
- 24 novembre : Henri Pinson, prélat français, évêque de Saint-Flour († 17 avril 1951)
- 2 décembre : Pietro Ciriaci, cardinal italien de la Curie, précédemment diplomate du Saint-Siège et archevêque titulaire de Tarse († 30 décembre 1966)

## Décès
- 11 janvier : Bienheureuse Anne Marie Janer i Anglarill, religieuse espagnole, fondatrice des Sœurs de la Sainte Famille d'Urgell (° 18 décembre 1800)
- 11 février : Edward MacCabe, cardinal irlandais, archevêque de Dublin, précédemment évêque titulaire de Dardanie (de) puis de Gadara (de) (° 14 février 1816)
- 15 février : Flavio Chigi, cardinal italien, diplomate du Saint-Siège et archevêque titulaire de Myre (de) (° 31 mai 1810)
- 27 mars : Frédéric-Joseph de Schwarzenberg, cardinal autrichien, archevêque de Prague (° 6 avril 1809)
- 19 avril : Pietro Lasagni, cardinal italien de la Curie (° 15 juin 1814)
- 8 juin : Ignace Bourget, prélat canadien, évêque de Montréal (° 30 octobre 1799)
- 27 juin : Bienheureuse Louise Thérèse de Montaignac, religieuse française, fondatrice des Oblates du Cœur de Jésus (° 14 mai 1820)
- 25 juillet : Lorenzo Nina, cardinal italien de la Curie (° 12 mai 1812)
- 26 juillet : Jean-Augustin-Émile Caraguel, prélat français, évêque de Perpignan (° 17 août 1821)
- 20 août : François-Marie-Joseph Lecourtier, prélat français, évêque de Montpellier (° 13 décembre 1799)
- 25 août : Bienheureuse Marie Cabanillas, religieuse argentine, fondatrice des Missionnaires franciscaines (° 15 août 1821)
- 12 septembre : Théodore-Augustin Forcade, prélat français, archevêque d'Aix-en-Provence, précédemment vicaire apostolique du Japon et évêque titulaire de Samos (de), évêque de Guadeloupe et Basse-Terre, évêque de Nevers (° 2 mars 1816)
- 10 octobre : John McCloskey, premier cardinal américain, archevêque de New York (° 10 mars 1810)
- 11 octobre : Yves-Marie Croc, prélat et missionnaire français, vicaire apostolique du Tonkin méridional et évêque titulaire de Laranda (de) (° 30 juin 1829)
- 9 novembre : Jean-Pierre Castillon, prélat français, évêque de Dijon (° 8 juillet 1828)
- 21 novembre : Antonio Maria Panebianco, cardinal italien de la Curie (° 13 août 1808)